# Elisabethpark (Koekelberg)
Het Elisabethpark (Frans: Parc Élisabeth) in Koekelberg, in Brussels Hoofdstedelijk Gewest, werd vernoemd naar koningin Elisabeth, begint ten westen van metrohalte Simonis en loopt door tot aan de Basiliek van Koekelberg. Het is 17 hectare groot. 

## Geschiedenis
Het was wegeninspecteur Victor Besme die het park ontwierp in het kader het programma van Leopold II voor de ontsluiting van de landelijke gemeenten rond Brussel. De gemeenteraad van Koekelberg keurde het plan goed op 8 december 1868. Het was de Grondmaatschappij van de Koninklijke Wijk Koekelberg, verantwoordelijk voor de verkaveling van dit deel van de gemeente, die het terrein gratis ter beschikking had gesteld. Deze Grondmaatschappij ging echter failliet zodat de stedenbouwkundige ontwikkeling van deze wijk vertraging opliep. Met de aanleg van het park werd pas in 1880 begonnen.
Aanvankelijk moest het park het zicht accentueren op een monumentaal Pantheon maar door geldgebrek werd dit idee van Leopold II nooit gerealiseerd. De namen van de belendende straten (Pantheonlaan, Landsroemlaan) verwijzen nog naar dit megalomane project.
Tussen 1946 en 1950 werden rond de Basiliek door het Elisabethpark en Simonisplein motoraces ingericht.
In de jaren vijftig van de twintigste eeuw werd het park in tweeën gesneden voor een snelle stadsverbindingsweg die de bezoekers naar de Wereldtentoonstelling in 1958 moest leiden. Door de aanleg van de Annie Cordytunnel (toen nog gekend als Leopold II-tunnel) in 1985 werd de centrale laan in ere hersteld.
Het Elisabethpark werd als landschap geklasseerd op 8 november 1972 en is sinds 14 juli 2006 beschermd gebied door het Brussels Hoofdstedelijk Gewest.

## Beschrijving
Het park telt een aantal bijzondere bomen waaronder dwergkastanjes, Amerikaanse lindes, papierberken e.a. Sinds 2004 verzamelen zich 's avonds in de bomen bijna elke dag honderden halsbandparkieten, die per ongeluk in de natuur werden losgelaten. Overdag vliegen zij uit om eten te zoeken in de stad. In het park is een muziekkiosk, een sportterein, een speelplein en een zitbank ontworpen door de Pools beeldhouwster Halinka Jakubowska.
Elke zomer vindt in het park Plazey plaats, een festival en alternatieve zomerbar in de voortuin van de stad. Vroeger vond het Spaanse feest Euroferia er plaats, maar dat kreeg later de Heizelvlakte als vaste stek